# Letiště Kunsan
Letiště Kunsan (korejsky 군산공항 – Kunsan konghang, IATA: KUV, ICAO: RKJK) je letiště u Kunsanu v provincii Severní Čolla v Jižní Koreji. Leží jihozápadně od centra u pobřeží Žlutého moře a sdílí jedinou vzletovou a přistávací dráhu s kunsanskou leteckou základnou provozovanou Letectvem Spojených států amerických. Letiště užívá i Letectvo Korejské republiky.